# Orašar
 Ovo je glavno značenje pojma Orašar. Za druga značenja pogledajte Orašar (figura).
Orašar (ruski: Щелку́нчик, Ščelkunčik) op. 71 je balet koji je napisao ruski skladatelj Petar Iljič Čajkovski. Predstavlja jedan od njegovih najpopularnijih i najviše izvođenih djela. Temelji se na priči Orašar i kralj miševa E. T. A. Hoffmana, a stvoren je po narudžbi Ivana Vsevoložskija, direktora Carskih kazališta. Prvi put je izveden 19. prosinca 1892. u postavci Mariusa Petipe.
Čajkovski je napravio izbor od osam skladbi za balet, koje je nastojao prilagoditi koncertnom izvođenju. One su zajedno poznate i kao Ščelkunčikova suita. Ona je godine 1909. izdana kao jedan od prvih albuma.

## Vanjske poveznice
- Balanchine Foundation website
- Balanchine Trust website
- NYCB website
- Nutcracker History  Arhivirana inačica izvorne stranice od 10. prosinca 2008. (Wayback Machine)
- mp3 audio files of The Nutcracker created using the Garritan Personal Orchestra  Arhivirana inačica izvorne stranice od 16. prosinca 2008. (Wayback Machine)
- mp3 streaming of The Nutcracker created using Notion Software  Arhivirana inačica izvorne stranice od 3. prosinca 2012. (Wayback Machine)
- mp3 audio files of The Nutracker arranged and recorded for organ  Arhivirana inačica izvorne stranice od 27. rujna 2007. (Wayback Machine)
- Nutcracker Character Exploration Video: Fritz
- Alternative Nutcracker movie